# Kathleen Kennedy (nhà sản xuất)
Kathleen Kennedy (sinh ngày 5 tháng 6 năm 1953) là một nhà sản xuất điện ảnh người Mỹ. Năm 1981, bà đồng sáng lập hãng Amblin Entertainment với Steven Spielberg và người chồng là Frank Marshall. Bà là nhà sản xuất của phim E.T. the Extra-Terrestrial (1982) và thương hiệu Jurassic Park, hai phần đầu của loạt phim đều lọt vào top 10 phim có doanh thu cao nhất thập niên 1990. Kennedy là người thứ hai sau Spielberg có tổng biên lai doanh thu nội địa cao nhất, với hơn 7 tỉ USD tính đến tháng 1 năm 2018.
Ngày 30 tháng 10 năm 2012, bà trở thành chủ tịch của Lucasfilm sau khi The Walt Disney Company thâu tóm lại xưởng phim này với giá hơn 4 tỉ USD. Tổng thể, Kennedy đã tham gia sản xuất 60 bộ phim, chủ yếu ở vị trí giám đốc sản xuất, thu về 8 đề cử Oscar và 11 tỉ USD toàn cầu, trong đó có ba phim nằm trong số những phim có doanh thu cao nhất trong lịch sử điện ảnh.